# Condado de Columbia (Oregon)
O Condado de Columbia é um dos 36 condados do Estado americano do Oregon. A sede do condado é St. Helens, e sua maior cidade é St. Helens. O condado possui uma área de 1 783 km² (dos quais 82 km² estão cobertos por água), uma população de 43 560 habitantes, e uma densidade populacional de 26 hab/km² (segundo o censo nacional de 2000). O condado foi fundado em 1854.